# عزون
عزون بلدة فلسطينية تقع في الضفة الغربية وتتبع محافظة قلقيلية، ومن القرى التي وقعت في حرب 1967. وهي تقع شرق مدينة قلقيليه.

## التسمية
هناك رأيان في سبب تسمية عزون «بفتح أوله وضم ثانيه مع التشديد ثم واو ونون» الأول: عين العز لكثرة الأشجار المثمرة حولها، وأصبحت تعرف بـِ عزين، ثم حرفت إلى عزون. الثاني: عزون من الأصل الآرامي عز يعز بمعنى صَلُب وأشتد مراسه، فهو عزيز وهذه صفة أهلها، وهذا الرأي قد يكون الأصح 

## الموقع الجغرافي
تقع بلدة عزون على الطريق الواصل بين مدينتي نابلس وقلقيلية، على بعد ثلاثة وعشرين كيلو مترا جنوبي مدينة نابلس، وتسعة كيلو مترات شرقي مدينة قلقيلية، وهي أيضا تقع على الطريق الممتد بين مدينتي قلقيلية وطولكرم على بعد أثنين وعشرين كيلو مترا جنوبي مدينة طولكرم، ويصلها بمدينة رام الله طريق معبد يمتد جنوباً إلى قرى كفر ثلث ومسحة ودير بلوط وبيرزيت، وكانت في عهد الأردن طريقا عسكرياً. وفي العهد العثماني كان الطريق الذي يربط بين مدينتي نابلس ويافا يمر عبر وادي عزون.

تتوسط عزون مجموعة من القرى وهي:

- من الشمال قرى صير وجيوس وكفر جمال وكفر عبوش ووكفر زيباد وكفر صور

- من الجنوب قرى كفر ثلث وسنيريا ومسحة والزاوية وبديا

- من الغرب قرية النبي إلياس وعسلة وعزبة الطبيب

- من الشرق قرى كفر لاقف وجينصافوط والفندق وأماتين وحجة وباقة الحطب وكفر قدوم وجيت وفرعطة وصرة.

## تأسيس بلدة عزون وتاريخها
ثبت من الحفريات الموجودة في البلدة القديمة بمنطقة المسجد القديم أنها كنعانية التأسيس، ووجدت آثار يونانية ورومانية، أما البلدة الحالية فقد تم تأسيسها بعد معركة حطين عام (1187)م، وهي تتبع محافظة قلقيلية وقبل ذلك كانت تتبع قضاء طولكرم، وفي العهد التركي كانت تتبع قضاء سلفيت، وفي العهد المملوكي كانت آخر قرية من قضاء القدس شمالا كما جاء في كتاب الأُنس الجليل في تاريخ القدس والخليل لمجير الدين الحنبلي العليمي: "يحد عمل القدس من الشمال عمل نابلس ويفصل بينهما سبحل عزون". وقد ذكرها البكري الصديقي في رحلته العلية بمسجد علي عام (1701) فقد عاد إلى نابلس عن طريق كفر سابا وقال فيها: "وثاني يوم أتينا قرية عزون لأن وليمة عرس الأخ سلامة القوصيني بها تكون وقلت لما نزلت تحت الزيتون:

أهل الحمى والحيا والكل عزوني

لما تذللت في الأحزان عزوني

وقد تفيأت في زيتون عزون

حالاً إلى الحمى أضافوني وعزوني
وقد اقترن اسم البلدة بالمعركة الشهيرة (معركة واد عزون) والتي كانت من المعارك الفاصلة التي ردت نابليون وحملته عن فلسطين. فأثناء حملة نابليون وبعد احتلاله ليافا اتجه نحو عكا وأرسل سرية من جيشه بقيادة دوماس إلى وادي عزون الواقع جنوباً ليصل إلى نابلس فالتقى في الوادي المذكور مع (جموع بني صعب) والصعبيات تضم كفر جمال، كفر زيباد، كفر عبوش، كفر صور، الرأس، فرعون،الطيبة، الطيرة، قلنسوة وجيوس، وقتل القائد دوماس على يد عابد المريحة من أهالي عزون وانهزم الجيش الفرنسي وكان ذلك يوم ثلاثاء، ولدى تجمع الفرنسيين في وادي عزون تحيط بهم الأشجار الحرجية هاجمهم الأهالي وأشعلوا النار في الحراج فأحاطت بهم من كل جانب ففروا مذعورين إلى يافا حيث صب نابليون جام غضبه عليها وقتل من أهلها من قتل، وقد سمي جبل نابلس بجبل النار نسبة إلى معركة عزون التي خلدها إبراهيم طوقان:

سائل بها عزون كيف تخضبت... بدم الفرنجة عند بطن الوادي

وقد شاركت عزون في جميع ثورات فلسطين وانتفاضاتها، وقد حدثت معركة وادي عزون أثناء الإضراب العام في فلسطين سنة 1936 ضد فلول الجيش الإنجليزي وذكرها عيسى السفري في كتابة «فلسطين العربية بين الانتداب والصهيونية» وأستشهد عدد من أبناء عزون بينهم «فاطمة غزال» والتي تعتبر أول فلسطينية تستشهد في معركة حيث كانت تنقل الماء والخبز للثوار. وقد تم تكريمها في بلدة عزّون والاحتفاء بإطلاق اسمها على المدرسة الأساسية المتوسطة للإناث.
وبعد ثلاث سنوات على استشهاد فاطمة أعدمت سلطات الانتداب البريطاني عام 1939 إبنها الثائر محمود الغزال سويدان، لقيامه بقتل عميلٍ عربي لبريطانيا في مدينة القدس ودفن في مقبرة الأسباط هناك بعد أن رفضت سلطات الانتداب نقل جثمانه إلى عزون.

وفي عام 1937 قام شاب من عزون يدعى يونس الشايب (أبو طحله) بإطلاق النار على سمسار عربي لليهود في يافا فألقي القبض عليه وقامت حكومة الانتداب بإعدامه شنقاً في القدس، وبنى قبره الحاج نمر النابلسي، وكتب على قبره ما يلي:-

سقى الله رمساً حل فيه مجاهد

شهيد غدت أعماله خير مؤنسي

فدا وطنٍ غالٍ يقهر العدا

ويشكو إلى القهار من متجسس

لقرية عزون الآبية ينتمي

وفيها له ذكر لعمرك مانٍسى

فوافته بشرى تؤرخ زاهراً

هي الحور زفت لإسعاد يونس
وبعد فرار رئيس فيصل الموت المعروف (فارس العزوني) من سجنه في عكا شارك في القيادة اليدانية للثورة تحت لواء اللجنة العليا للثورة في دمشق وعلى رأسها الحاج أمين الحسيني. وفي سنة 1939م قامت القوات البريطانية بمهاجمة الوادات التي تقع إلى الشمال من عزون مما أدى إلى استشهاد ثمانية أفراد من فصيله ونجا فارس من الموت في هذه المعركة، لكن سلطات الانتداب الفرنسي اعتقلته في طرابلس الشام وسلمته إلى حكومة النتداب في فلسطين التي قامت بإعدامه شنقا في عكا أواخر سنة 1939، وكتب الشيخ يوسف القدومي على قبر فارس العزوني سنة 1939م ما يلي:-

هذا ضريح نير قد حله

من أوقعوه عداوةً بدسائسِ

قتلته أيدي الظلم لبى مسرعاً

أسفاً عليه من شجاعِِ فارس
وخلال الثورة الفلسطينية المعاصرة فإنه من الجدير بالذكر أن القائد المعروف وعضو اللجنة المركزية لحركة فتح الشهيد بإذنه تعالى الشهيد أبو علي اياد (وليد أحمد نمر) من قلقيلية والملقب بعمروش فلسطين قد عمل أستاذاً في مدارس عزون قبل التحاقه مع فلول الثورة الفلسطينية المعاصرة. وخلال الانتفاضتين الأولى 1987 والثانية 2001 قدمت عزون سبعة شهداء وقامت قوات الاحتلال الصهيوني بإغلاق مدخل البلدة الشرقي نهائيا (من ناحية نابلس) وحولت الشارع الرئيسي والشريان الحيوي إلى خارج البلدة، الأمر الذي أدى إلى اختناق عزون اقتصاديا ناهيك عن مصادرة الكثير من أراضيها لبناء الشارع الجديد حولها وإحاطتها بجدار الفصل العنصري.

## نسب أهل بلدة عزون
تأسست البلدة في القرن الثامن عشر على يد ثلاثة عائلات كبيرة منهم عدوان ورضوان وسليم وينسب رضوان وسليم الي عشيرة بني حميدة وهي قبيلة حجازية قدم اجدادهم الي عزون.
وتنسب عائلة عدوان الى قبيلة عدوان هي قبيلة قيسية عدنانية من الحجاز قدم جدهم حمد العدوان من الشونة الجنوبية من منطقة الغور .
وهناك عائلات أخرى وهي عائلة حسين وعائلة أبو هنية وذيب تنتسب إلى أخوين لأم أحدهما من يطا والآخر من السموع في محافظة الخليل، وكذلك هناك عائلة سويدان قدمت من قرية دير السودان في محافظة رام الله في أوائل القرن السابع عشر، وأسرة قبلاوي قدمت من قرية عارورة في محافظة رام الله في القرن السابع عشر، وفي نفس الوقت قدمت أسرة ال عيسى من قرية كفر ثلث المجاورة في أواخر القرن السابع عشر وتتبع عشيرة دار عودة في قرية كفر ثلث، وعائلة زماري من قرية تبصر في الأراضي المحتلة عام 1948، وأسرة الرابي قدمت من دير غسانة في محافظة رام الله وقد توزعت في دير غسانة وعزون وجلجولية وكفر قاسم وسنيريا وكفر ثلث، كما قدمت أسرة شطارة المنتمية لعائلة مسيحية من رفيديا - نابلس في أواخر القرن التاسع عشر وقد أشتغلت بالتجارة ثم أمتلكت أراضي زراعية، وفي أعقاب نكبة (1948) قدم للبلدة أُسر أخرى من قرى كفر سابا ومسكة المحتلتين وبعض من آل خولي وآل هدشة.
يقال ان اهل البلدة من رجل واحد واسمه محمد ولاكن لاصحة لهذا الكلام .

## مساحة وحدود بلدة عزون
تبلغ مساحة أرضي بلدة عزون أربع وعشرين ألف دونم، ستة آلاف دونم منها أحراش، وثمانية آلاف دونم منها مزروعة بأشجار الزيتون، وحوالي ألف دونم حمضيات والباقي أراضي زراعية بعلية، وقد توسعت الأراضي المزروعة بالزيتون إلى أن شملت معظم أراضي البلدة، أما مسطح البلدة فيبلغ ألفا دونم، وتم تنفيذ مشروع مساحة للبلدة وكانت المساحة المسموحة للبناء في البلدة هي بدائرة نصف قطرها 1 كيلو متر، وتمتاز بلدة عزون بأنها تمتلك أراضي شاسعة جدا وتصل حدود أراضي بلدة عزون من الغرب إلى أراضي مدينة قلقيلية وبلدة حبلة ومن الشرق إلى أراضي بلدة كفر لاقف ودير استيا ومن الشمال أراضي بلدة جيوس وصير ومن الجنوب أراضي كفر ثلث وكفر قرع، وتمتد أراضي بلدة عزون إلى داخل الخط الأخضر حتى البحر الأبيض المتوسط وخاصة في منطقة «تبصر» أو «غابة عزون» والمسماة اليوم (رعنانيا) ومساحتها الإجمالية 45 ألف دونم وأستولى عليها اليهود بعد عام 1948م. يذكر أن الأراضي المتبقية والمحيطة بالبلدة هي أراضي بعلية لا تصلح في غالبها للزراعة. وتشتهر عزون خاصة بزراعة الزيتون.
وتفرع من عزون عدد من القرى وهي (عسلة، النبي إلياس، عزبة الطبيب، خربة برثونة). ونتيجة للسياسة الإسرائيلية التي وفرت العديد من فرص العمل داخل إسرائيل ما بعد عام 1967م فقد أبتعد المواطنين عن أراضيهم حيث ما لبثوا أن عادوا إليها بعد تغير الأوضاع وتضييق الخناق على الطبقة العاملة مما دفع الكثير من الناس إلى العودة للعمل في الأرض حيث أقيم حوالي مائة دونم من البيوت البلاستيكية في البلدة المروية على حساب مياه شرب المواطنين، وهناك بعض البيارات المزروعة بالحمضيات، ولا ننسى أن الأحتلال وفي بداية الثمانينات قد أقام العديد من المستوطنات والطرق على أراضي البلدة المصادرة مما ضيق على المزارعين.

## الدواوين في بلدة عزون
ديوان آل سليم

ديوان آل رضوان

ديوان آل عدوان

ديوان آل أبو هنية

ديوان آل حسين

ديوان آل سويدان

ديوان ال بدوان

وقد أنشئت معظم هذه الدواوين في العشرينات من القرن الماضي وذلك لإحياء المناسبات مثل الأفراح والمآتم فيها وتجمعات لأهل البلدة.

## التطور السكاني
بلغ تعداد السكان في بلدة عزون عام 1922م حسب كتاب الأستاذ مصطفى الدباغ بما فيها عسلة والنبي إلياس (700) نسمة، وفي عام 1934م بلغ (994) نسمة، منهم (14) مسيحيا، وعام 1945م بلغ عددهم (1190) نسمة، وفي عام 1997م بلغ عدد سكان بلدة عزون حوالي (7000) نسمة منهم 500 لاجئ من الداخل، وفي التعداد الأخير عام 2009م بلغ عدد سكان بلدة عزون حوالي (12000) نسمة منهم مسيحيان فقط.